# 筒井定次
筒井定次（日语：／ Tsutsui Sadatsugu，1562年6月6日—1615年4月2日）日本安土桃山時代至江戶時代初期武將、大名，伊賀上野藩主。幼名藤松。父親是筒井順國，受堂兄順慶收養為養子。別名、通稱藤四郎。官位：從五位伊賀守。

## 生涯

### 繼承筒井家
筒井定次是筒井順慶之叔父筒井順國的次子。本家家督筒井順慶沒有子嗣，於是把堂弟定次收為養子。
織田信長死後成為時稱羽柴秀吉的家臣，曾赴大坂城當人質。天正12年（1584）順慶死後承繼家督。在秀吉參與的戰爭中都表現活躍：同年（1584）的小牧長久手合戰、隔年的紀州、四國征伐到朝鮮之役（文祿慶長之役）均可看到他的身影。

### 轉封伊賀
1585年（天正13年）豐臣秀吉經歷小牧·長久手之戰、紀州征伐以及四國征伐等戰役。領地形勢大為明朗，閏八月進行大規模領地分配的調整，對畿内的一門以及近臣採取了一些措施。
在這次的封國調整中豐臣秀長入主大和，被取代的筒井定次的領國由大和移封至伊賀上野。但是，也有人认为这次将定次调离距都城较近的大和是贬职，当时的记录中也有薪俸降低到5万石等，较其身处大和时大幅缩减的记载，由此认为筒井在伊贺的时期恐怕相当艰难。
不过，对这次移封也有不同的见解。较为后世的记录中，当时大和的薪俸是约44万石，伊贺约10万石。尽管筒井所领的并不是大和的全部地区，毫无理由地减低30万石实在不合理。江户时代的著书《增补筒井家下记》中称，定次实际的薪俸为伊贺12万、伊势5万、山城3万的总计，即20万石；而且移封前在大和的45万石中，筒井氏所领实际为18万石，因此移封伊贺实际是增加了2万石。
1615年，在大坂夏之陣時因與豐臣氏內通而自殺。